# Stephen Graham (geógrafo)
Stephen Douglas Nelson Graham (North Shields, 26 de febrero de 1965) es un geógrafo e investigador urbano británico. Su trabajo se centra en la infraestructura técnica de las ciudades y su papel dentro de la «sociedad red», más recientemente en lo que respecta a los conflictos armados y el terrorismo. Graham es profesor de Ciudades y Sociedad en la Universidad de Newcastle desde 2010.

## Biografía

### Formación
Stephen Graham nació en 1965 en North Shields, al este de Newcastle upon Tyne, Inglaterra. Tras licenciarse en Geografía por la Universidad de Southampton y en Urbanismo por la Universidad de Newcastle, Graham trabajó en el Ayuntamiento de Sheffield de 1989 a 1992. A continuación, trabajó en la Escuela de Arquitectura, Planificación y Paisaje de la Universidad de Newcastle hasta 2004,  primero como profesor y después como catedrático. En 1996, Graham se doctoró en la Universidad de Mánchester con una tesis titulada Networking the City: A Comparison of Urban Telecommunications Initiatives in France and Britain, que quedó sin publicar. También fue profesor visitante en el Instituto Tecnológico de Massachusetts de 1999 a 2000. De 2004 a 2010, Graham fue profesor de Geografía Humana en la Universidad de Durham antes de regresar a la Universidad de Newcastle para convertirse en profesor de Ciudades y Sociedad.
En 2019, la Universidad de Aalborg le concedió un doctorado honorario; ese mismo año, Graham fue elegido miembro de la Academia Británica.

### Investigación y obra
Sus principales campos de investigación son las relaciones entre los espacios urbanos y la movilidad, las infraestructuras y la tecnología, por un lado, y la guerra, los mecanismos de vigilancia y la geopolítica, por el otro.
En su primera monografía, Telecommunications and the City: Electronic Spaces, Urban Places escrita conjuntamente con Simon Marvin en 1996, Graham abordó el impacto en las ciudades de los avances tecnológicos en las telecomunicaciones. La atención se centra aquí en las complejas interacciones que surgen de este modo, que convierten a las ciudades en «amalgamas» de elementos fijos y móviles. Partiendo de esta base, Graham y Marvin formularon en su segunda monografía de 2001, titulada Splintering Urbanism, la tesis de que la división económica y la reconfiguración de las redes de infraestructuras que acompañan al desarrollo tecnológico, normalmente realizadas mediante la desregulación y la privatización, conducen a la «fragmentación» espacial de las ciudades. En la «sociedad red», tal y como la formula Manuel Castells, el diseño desequilibrado y el acceso desigualmente distribuido a las infraestructuras técnicas equivale a la marginación de partes de la población, la otra cara de los llamados «premium network spaces» (espacios prémium).
A finales de 2001, poco después de los atentados del 11 de septiembre, Graham y Marvin asistieron a una conferencia militar internacional en Israel, asumiendo en un principio que se trataba de una conferencia orientada a las ciencias sociales. Graham describió la asistencia a esta conferencia como una experiencia clave, ya que gracias a ella se dio cuenta de que la guerra urbana se había convertido en una tecnociencia hasta entonces ignorada por las ciencias sociales. En consecuencia, su investigación se centró en lo que consideraba la creciente importancia de las ciudades en las operaciones militares. Para Graham, un ejemplo de cómo la postura anti urbana de la guerra urbana se refleja también en la política nacional es la gestión del huracán Katrina por parte de las autoridades gubernamentales de Nueva Orleans. En 2010, se publicó su primera monografía sobre el tema, Cities Under Siege: The New Military Urbanism. A diferencia de sus obras anteriores, fue publicado por Verso Books, una editorial cuyas publicaciones no se dirigen exclusivamente a los académicos, lo que le permitió llegar a más lectores. Su última obra monografía vio la luz en 2016, también con Verso Books, con el título Vertical: The City From Satellites to Bunkers.